# Laudatio

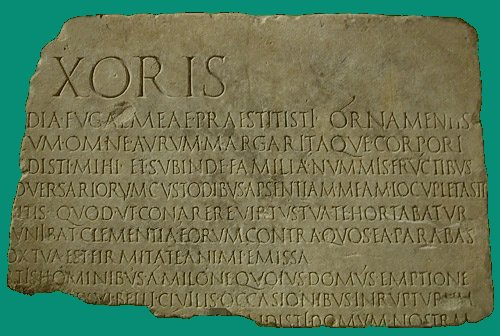
Fragment uit Laudatio Turiae

De laudatio (van het Latijnse Laudare, "loven, prijzen"; ook wel panegyriek genoemd) is een lofrede, een eulogie die wordt uitgesproken naar aanleiding van iemands  bijzondere verdiensten of een gedenkwaardig feit, zoals een jubileum. Een academische promotie wordt bijvoorbeeld altijd besloten met een laudatio ter ere van en gericht aan de succesvolle promovendus. Deze laudatio wordt gewoonlijk gehouden door de promotor of copromotor.
In het Romeinse Rijk was de laudatio een klassieke oefening aan de Latijnse retorenscholen.